# Troiseck
Troiseck är ett berg i Österrike.   Det ligger i distriktet Bruck-Mürzzuschlag och förbundslandet Steiermark, i den östra delen av landet, 100 km sydväst om huvudstaden Wien. Toppen på Troiseck är 1 466 meter över havet.
Terrängen runt Troiseck är huvudsakligen kuperad. Närmaste större samhälle är Kapfenberg, 14,2 km sydväst om Troiseck. 
I omgivningarna runt Troiseck växer i huvudsak blandskog. Runt Troiseck är det ganska glesbefolkat, med 48 invånare per kvadratkilometer.